# 施朗根巴德
施朗根巴德是德国黑森州的一个市镇。总面积36.55平方公里，总人口6208人，其中男性3152人，女性3056人（2011年12月31日），人口密度170人/平方公里。